# Македонска патриотична организация „Илинден“ (Лас Вегас)
Македонската патриотична организация „Илинден“ е секция на Македонската патриотична организация в Лас Вегас, Невада, САЩ. Основана е през 2024 година на Сто и третия конгрес на Македонската патриотична организация с председател Светла Сноудън.